# 馬蹄灣 (西溫哥華)
馬蹄灣（英語：Horseshoe Bay）是加拿大卑詩省西溫哥華一個小海灣和社區，約有1000名居民。該區座落西溫的最西處，瀕臨豪灣，並且是卑詩省1號公路（橫加公路）大溫哥華段的西端。卑詩省99號公路從東面掠過馬蹄灣，向北通往獅子灣和威士拿等地。卑詩渡輪公司亦於馬蹄灣設有一個大型渡輪碼頭，服務前往乃磨、陽光海岸和寶雲島的航綫；每年使用此渡輪碼頭的汽車達250萬架次，年度人流更達700萬人次。
英國皇家海軍於19世紀在豪灣一帶進行勘察時，以沿岸白色的峭壁將馬蹄灣以西的小半島命名為「白崖角」（White Cliff Point）。後來一名叫亞爾伯·懷特（Albert Whyte）的上校在該處買地，並於1909年聯同查爾斯·塔珀在此建立白崖鎮址。太平洋大東方鐵路於1914年開通至此，懷特上校便乘機成功游說鐵路公司將車站的名稱從改拼為。然而，當地民眾卻以海灣的形狀將該帶稱為，一名則不被廣泛使用，因此區内郵局的名稱於1942年從改為。
馬蹄灣一帶早期交通不便，因此人煙稀少。丹·塞威爾於1931年在馬蹄灣建立一個小艇碼頭後，該區的常住人口才有所上升。前往乃磨的黑球渡輪航綫從1950年代起停靠馬蹄灣，而連接馬蹄灣和斯闊米甚的鐵路綫也於同期開通，令馬蹄灣的對外交通有所改善。卑詩渡輪於1960年在馬蹄灣建立碼頭後，更鞏固其大溫地區對外門戶的地位。

## 外部連結
- 维基共享资源上的相關多媒體資源：馬蹄灣

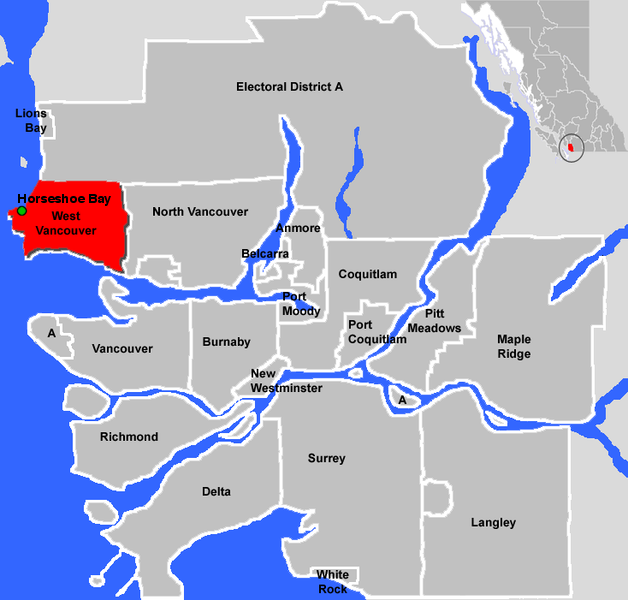
馬蹄灣在大溫哥華地區的位置

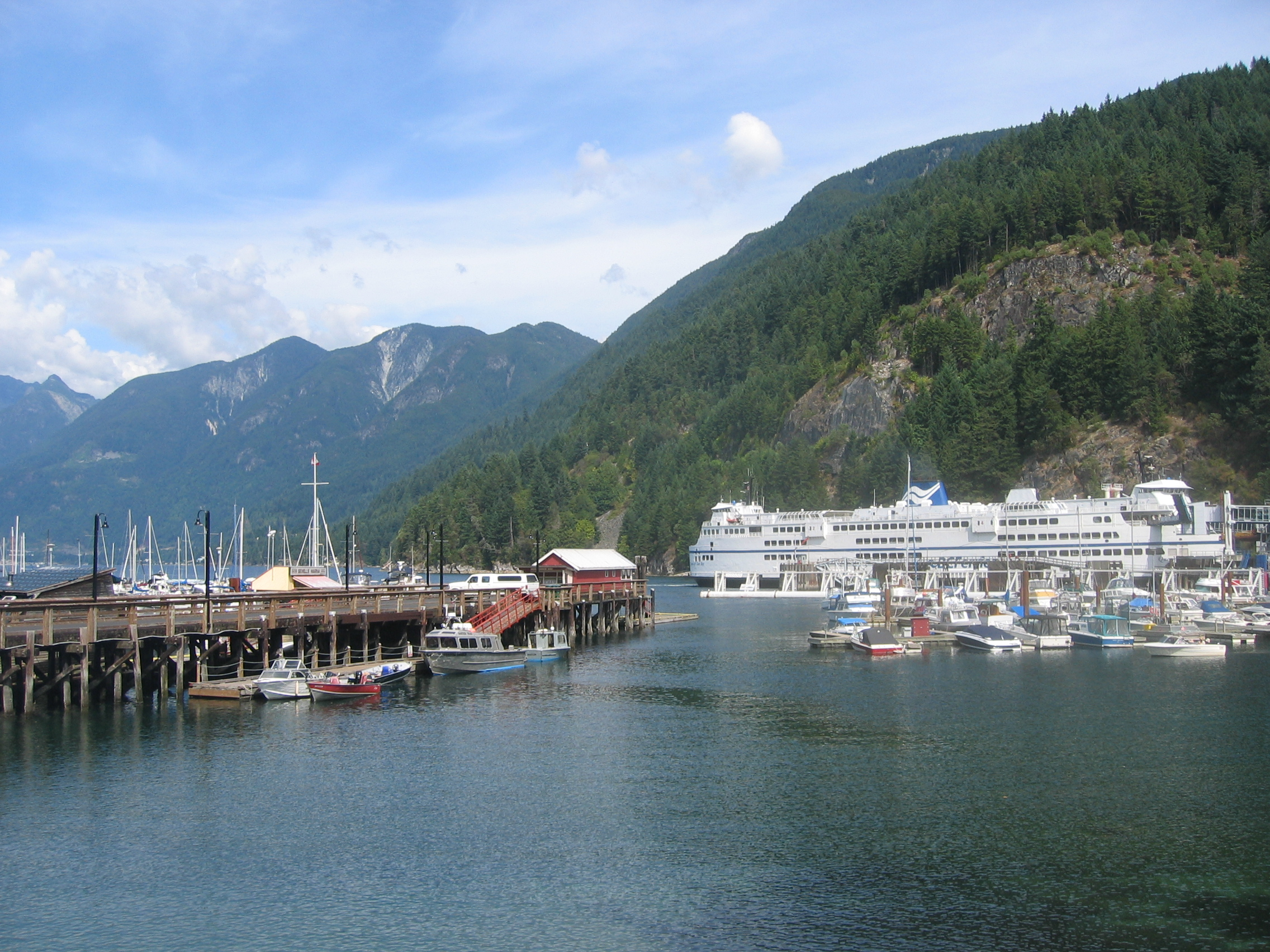
馬蹄灣一景（圖右為卑詩渡輪碼頭）

- Horseshoe Bay community website （页面存档备份，存于）

49°23′N 123°16′W / 49.383°N 123.267°W